# Халід Ях'я Рушака
Халід Ях'я Рушака (26 квітня 1980) — танзанійський плавець.
Учасник Олімпійських Ігор 2008 року.